# St. Margareta (Bronnen)

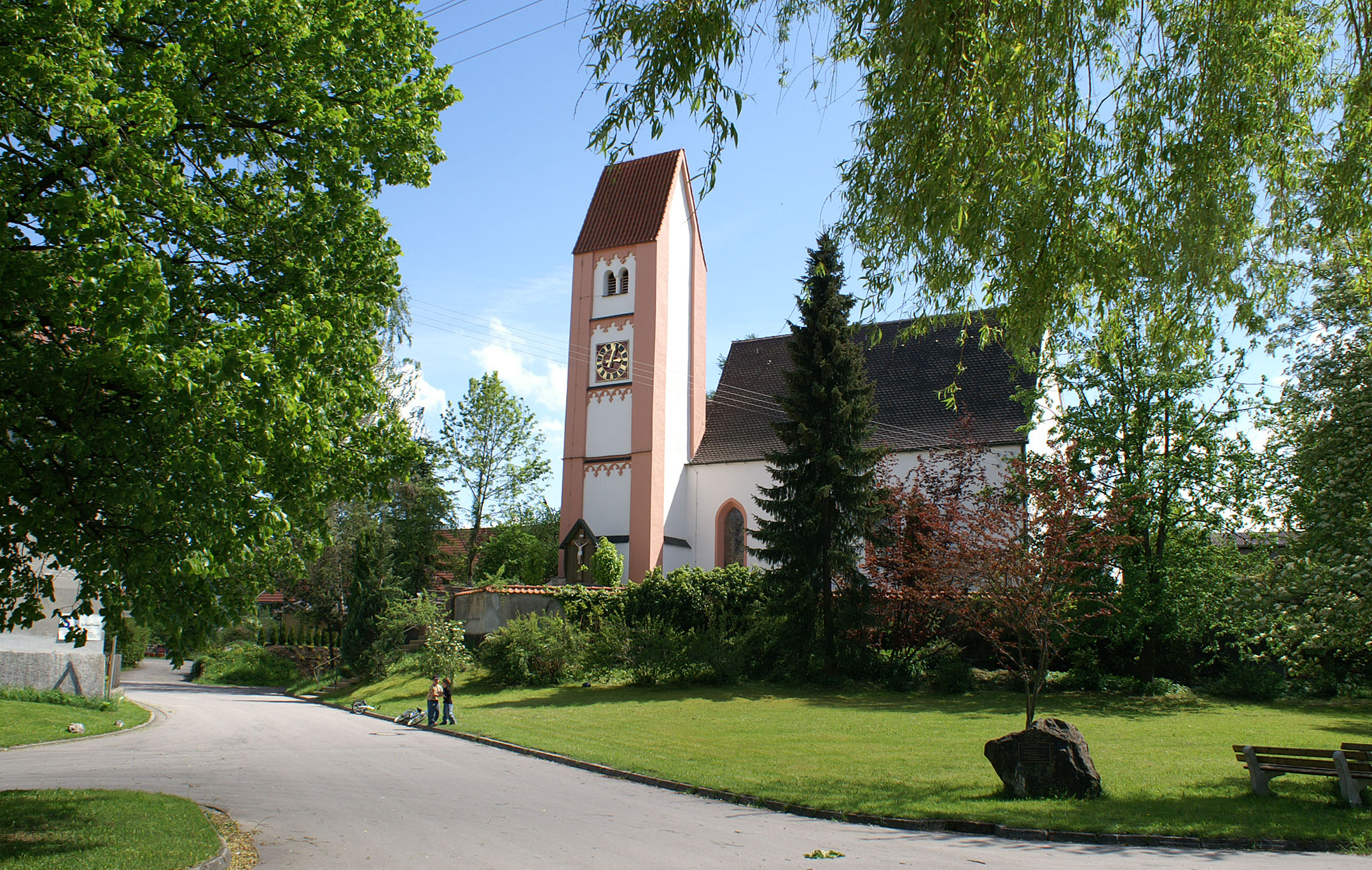
St. Margareta in Bronnen

Die römisch-katholische Filialkirche St. Margareta steht in Bronnen, einem Gemeindeteil des Marktes Waal im schwäbischen Landkreis Ostallgäu in Bayern. Das Bauwerk ist in der Liste der Baudenkmäler in Waal als Baudenkmal unter der Nr. D-7-77-177-23 eingetragen. Die Kirche gehört zum Dekanat Kaufbeuren des Bistums Augsburg.

## Beschreibung
Die im 15. Jahrhundert erbaute Saalkirche besteht aus einem Langhaus, das 1685 nach Westen verlängert wurde, einem eingezogenen Chor mit Fünfachtelschluss im Osten und einem im Kern gotischen Chorflankenturm an der Nordwand des Chors, dessen oberstes Geschoss den Glockenstuhl mit drei Kirchenglocken und im Geschoss darunter die Turmuhr beherbergt. Darauf sitzt ein Satteldach. Der Innenraum des Langhauses ist mit einer Flachdecke überspannt, der des Chors mit einem Netzgewölbe.